# Herinneringskruis voor de Veldtocht van 1870/71 (Baden)
Het Herinneringskruis voor de Veldtocht van 1870/71 werd op 25 juni 1875 door de Badense groothertog Frederik I van Baden gesticht. Het kruis kon aan mannen en vrouwen worden uitgereikt die zich tijdens de Duits-Franse Oorlog hadden onderscheiden in de verpleging van de gewonden. Ook steun aan de families van de opgeroepen soldaten en Landwehr, een soort Landwacht, werd met kruis beloond.
De onderscheiding lijkt op het oudere Pruisische IJzeren Kruis maar het heeft in het midden een medaillon met op de voorzijde het Kruis van Genève en op de keerzijde het gekroonde monogram van de stichter.
Op de horizontale armen van het kruis staan de jaartallen "1870" en "1871". Op de verticale armen staan een kroon en het wapen van het Groothertogdom Baden.
Er zijn kruisen van verguld brons en goudbrons, een goedkope legering, bekend.
Het kruis werd aan een geel lint met rood-witte biezen op de linkerborst gedragen.